# Pravi aligatori
Pravi aligatori (Alligatorinae) su potporodica porodice aligatora u kojoj je samo jedan rod, Alligator, i danas samo dvije živuće vrste. Ime porodice anglikanizirani je oblik španjolskog el lagarto, što znači "gušter", a kako su ih nazivali prvi španjolski istraživači i naseljenici Floride.  
- Američki aligator (Alligator mississippiensis)
- Kineski aligator (Alligator sinensis)

## Vanjske poveznice
|  | Zajednički poslužitelj ima još gradiva o temi Pravi aligatori |
|  | Wikivrste imaju podatke o taksonu Pravim aligatorima          |

- Crocodilian Online  Arhivirana inačica izvorne stranice od 8. srpnja 2011. (Wayback Machine)
- Everglades National Park Alligators
- Temperatura u vrijeme inkubacije jaja određuje spol